# Albin Ridefelt
Albin Ridefelt (* 23. listopad 1991 Uppsala) je švédský juniorský reprezentant a Mistr světa v orientačním běhu. Mezi jeho největší úspěchy patří zlatá medaile ze štafet na juniorském mistrovství světa 2009 v italském San Martinu. V současnosti běhá za švédský klub OK Linné.

## Sportovní kariéra
| Přehled úspěchů na Mistrovství světa juniorů | Přehled úspěchů na Mistrovství světa juniorů | Přehled úspěchů na Mistrovství světa juniorů | Přehled úspěchů na Mistrovství světa juniorů | Přehled úspěchů na Mistrovství světa juniorů |
| Mistrovství světa juniorů                    | Sprint                                       | Middle                                       | Long                                         | Štafety                                      |
| -------------------------------------------- | -------------------------------------------- | -------------------------------------------- | -------------------------------------------- | -------------------------------------------- |
| San Martino 2009                             | 14. místo                                    | 6. místo                                     | 21. místo                                    | 1. místo                                     |
| Aalborg 2010                                 | 12. místo                                    | 5. místo                                     | 135. místo                                   | 10. místo                                    |
| Wejherowo 2011                               | DSQ                                          | 31. místo                                    | 12. místo                                    | 2. místo                                     |